# Bahia
Bahía (wymowaⓘ [baˈi.ɐ]) – jeden z 26 stanów Brazylii, położony w Regionie Północno-Wschodnim. Od północy graniczy ze stanem Pernambuco, od zachodu ze stanami Piauí, Tocantins i Goiás, południa ze stanami Minas Gerais i Espírito Santo, a wschodnią granicę wyznacza Ocean Atlantycki.
W 2010 stan liczył 14 016 906 mieszkańców; dla porównania, w 1970 było ich 7 420 900. Z wyjątkiem wąskiego pasa nadbrzeżnych nizin powierzchnia stanu jest wyżynno-górzysta (Wyżyna Brazylijska), pocięta dolinami rzecznymi (m.in. São Francisco). W środkowej części leży płaskowyż Chapada Diamantina (objęty parkiem narodowym). Na wybrzeżu roczna suma opadów przekracza niekiedy 1400 mm, w interiorze jest to co najwyżej 640 mm. Na wybrzeżu rośnie Hancornia (ang. mangaba); w estuariach można spotkać namorzyny. Piaszczysta, gliniasta gleba na nadbrzeżnych równinach porośnięta jest przez las wiecznie zielony. Przykładem zwierząt zamieszkujących lasy Bahii są leniwce dwupalczaste; w interiorze występują ibisy szkarłatne, kondory królewskie i pancerniki olbrzymie.

## Nazwa
Nazwa stanu Bahia pochodzi od Zatoki Wszystkich Świętych (Bahia de Todos os Santos), nad którą leży stolica stanu, Salvador. Od zatoki pochodzi też nazwa jednej z pierwszych kapitanii w Brazylii (Capitania da Bahia de Todos os Santos). W 1821 kapitania została przekształcona w prowincję, a w 1889 w stan Bahia. Zatoka została tak nazwana przez Amerigo Vespucciego, który odkrył ją 1 listopada 1502.
Pisownia słowa „bahia” jest dawnym i nieużywanym obecnie zapisem słowa „baía” oznaczającego zatokę. Stara nazwa zachowała się w określeniu nazwy stanu Bahia i zatoki, nad którą leży, jednak już słowo baiano, którym określa się mieszkańca stanu Bahia, jest zgodne ze współczesną ortografią.

## Historia

### Przed przybyciem Europejczyków
Terytorium stanu Bahia było zamieszkane przez Indian na wiele lat przed przybyciem Europejczyków. Pierwsze formy świadczące o bytności Indian na tych terenach to sambaquis, kopczyki z muszli – najstarszym z nich jest Pedra Oca w Periperi, obecnej dzielnicy Salvadoru, datowany na 2800 r. p.n.e. Pierwszymi mieszkańcami stanu Bahia byli tapuias – Indianie z sertão, niemówiący językiem tupi. Następnie na te ziemie przybyły plemiona należące do tupi – tupinaés, a po nich tupinambás, zamieszkujący obszar od źródeł rzeki São Francisco aż do dzisiejszego miasta Ilhéus. Dzisiejsza stolica stanu Bahia – Salvador – był określany przez Indian mianem Kirymuré lub Paraguaçu.
Europejczycy, którzy jako pierwsi dopłynęli do wybrzeży Bahia, napotkali tu plemię tupiniquim z rodziny tupinambá, które zamieszkiwało wówczas prawie cały pas wybrzeża stanu.

### Okres kolonialny

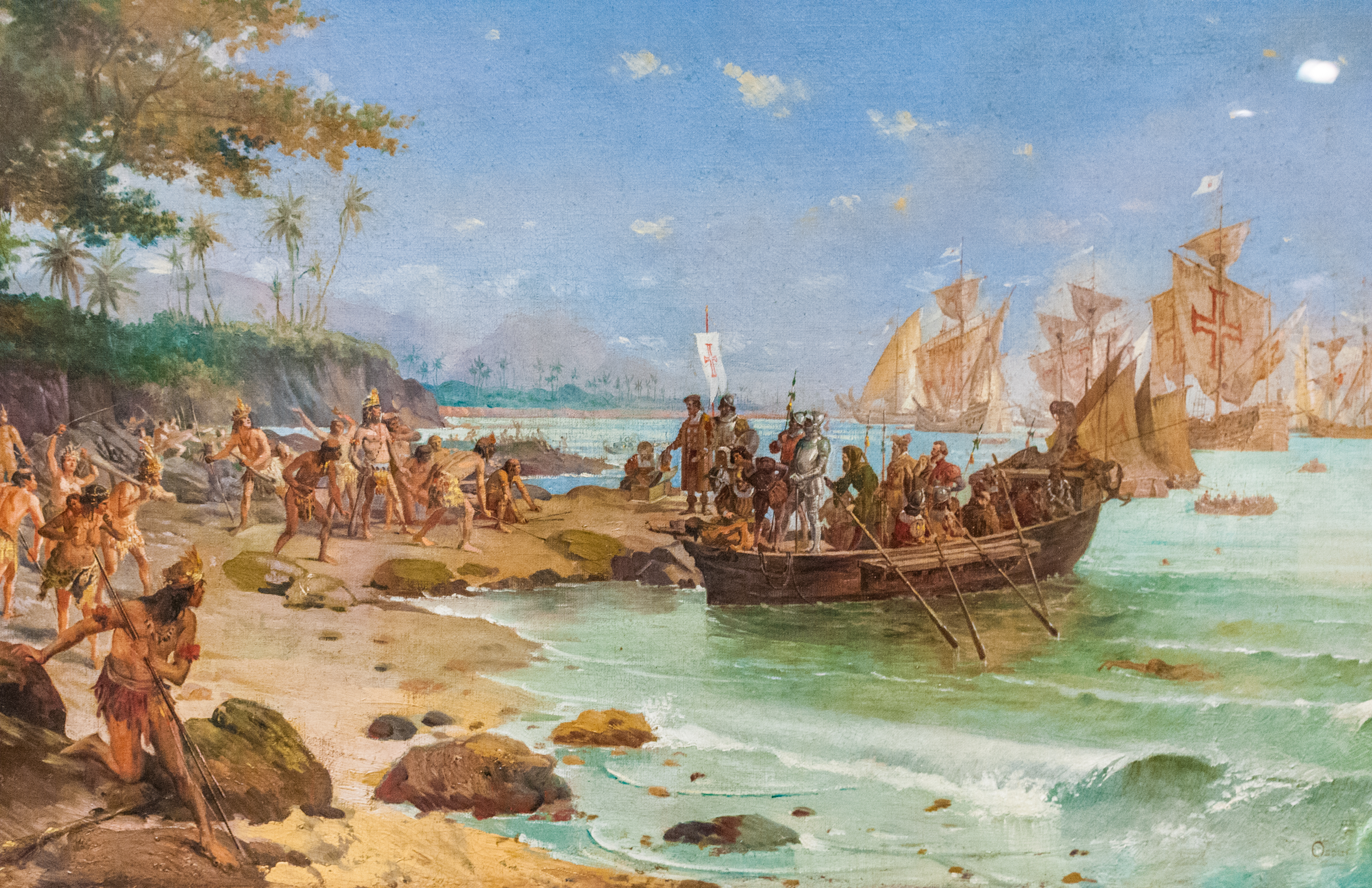
Odkrycie Brazylii przez Cabrala w 1500

Pedro Álvares Cabral, który oficjalnie odkrył Brazylię 22 kwietnia 1500 roku, przybił właśnie do wybrzeży stanu Bahia, dokładnie w miejscu nazwanym Monte Pascoal (Góra Wielkanocna) w pobliżu dzisiejszego miasta Porto Seguro. W latach 1534–36 Portugalczycy podzielili Brazylię na 15 równoleżnikowych pasów, zwanych kapitaniami, na obszar stanu Bahia przypadały trzy kapitanie: Bahia de Todos os Santos, Ilhéus i Porto Seguro. W latach 1556–65 utworzono dwie kolejne kapitanie: Paraguaçu lub Recôncavo da Bahia oraz Wysp Itaparica i Tamarandiva.
Kapitanie były przyznawane kapitanom-donatariuszom (zwanym również gubernatorami), którzy mieli pełnię władzy administracyjnej i sądowniczej, mianowali urzędników i mogli przekazywać kapitanie spadkobiercom. Wszyscy donatariusze należeli do portugalskiej arystokracji, ale nie do najznakomitszych rodów. Podobny system kapitanii Portugalia stosowała również na wyspach atlantyckich, skąd przeniosła go do Brazylii.
Pierwsi osadnicy zamieszkujący kapitanie w stanie Bahia prowadzili utarczki z miejscowymi plemionami indiańskimi. Ważnym sojusznikiem Portugalczyków był ich rodak Diogo Caramuru (właściwie Álvares Correia), którego statek zatonął u wybrzeży Bahia w 1510 lub 1511 roku. Rozbitek został uratowany przez Indian i włączony do plemienia, gdzie z czasem został członkiem plemiennej starszyzny, zyskał wielki szacunek i ożenił się z córką wodza. Caramuru pomagał osadnikom zawierać rozejmy z Indianami i powstrzymywał plemiona od napadania na wioski Portugalczyków, a także pełnił funkcję ambasadora i emisariusza króla Portugalii, który często kierował do niego oficjalną korespondencję.

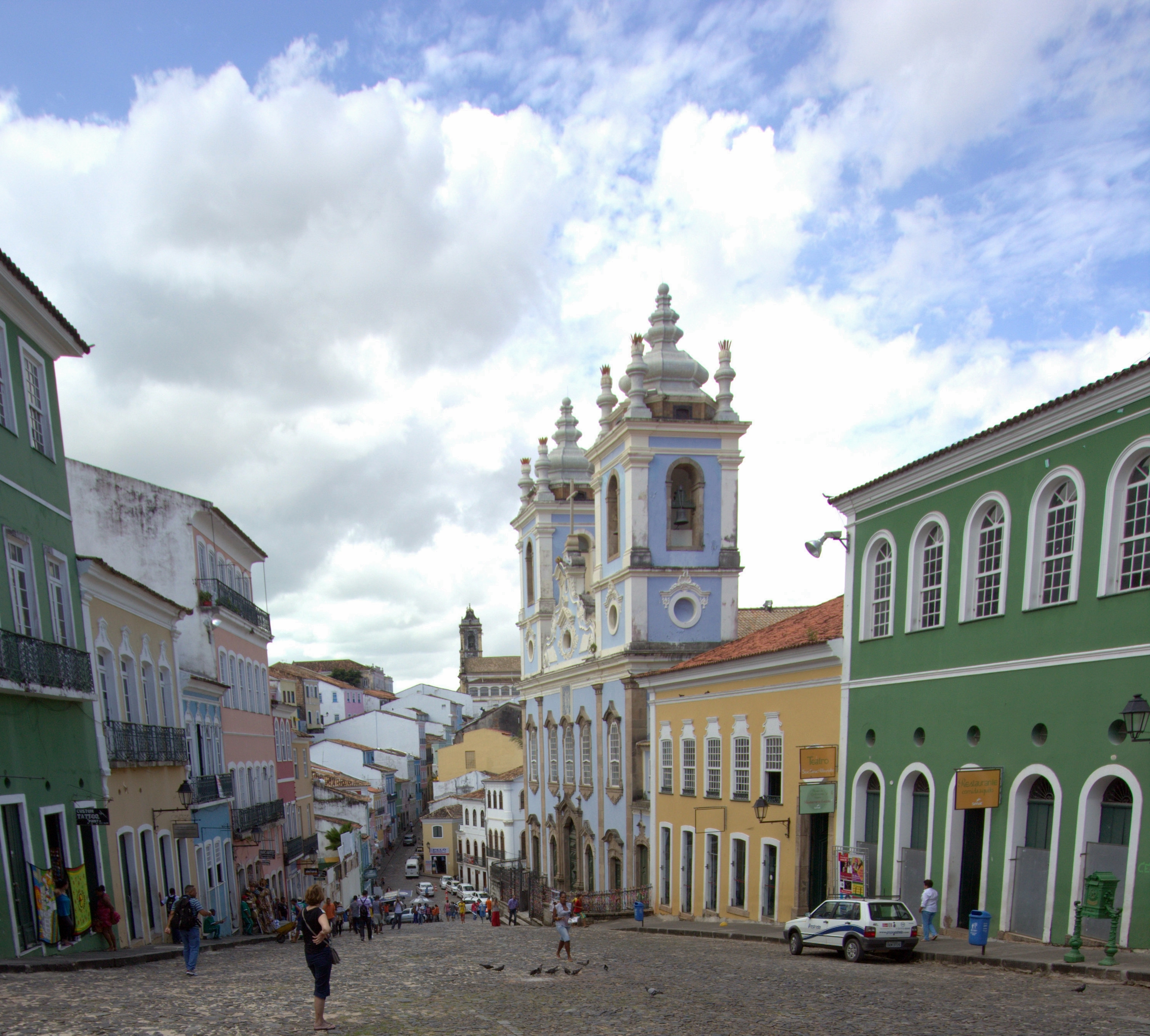
Pelourinho w Salvadorze

System kapitanii nie do końca się sprawdzał – kapitanie nie przynosiły w większości spodziewanych zysków (z wyjątkiem kapitanii Pernambuco), a donatariusze nie byli w stanie zapewnić osadnikom bezpieczeństwa. Król Portugalii Jan III zdecydował o centralizacji władzy w kolonii i włączeniu kapitanii Bahia bezpośrednio do portugalskiej korony. Nazwał ją Kapitanią Królewską (Capitania Real) i miała się tam znajdować siedziba władz całej kolonii. Pierwszy gubernator generalny Brazylii, Tomé de Sousa przybył do Bahia w 1549 roku i w tym samym roku założył miasto Salvador, które zyskało status stolicy całej kolonii i funkcjonowało w tym charakterze do 1763 roku, kiedy to stolica została przeniesiona do Rio de Janeiro.
Okres kolonialny to także czas rozkwitu plantacji trzciny cukrowej. Portugalia przeniosła do Brazylii rozwiązanie stosowane na wyspach atlantyckich – Azorach i Wyspie św. Tomasza. Przyjmuje się, że produkcja cukru zaczęła się w Brazylii w 1533 roku, a pierwszych czarnych niewolników z Afryki do pracy na plantacjach zaczęto sprowadzać w połowie XVI wieku. Do tego czasu przekonano się, że Indianie nie mogą być wykorzystywani do tej pracy, poza tym Indian bronili obecni w kolonii misjonarze. Pod koniec XVI wieku w Brazylii było ponad 100 plantacji trzciny cukrowej, z czego prawie wszystkie w Bahia i Pernambuco. W pierwszym okresie sprowadzano niewolników głównie z regionu Zatoki Gwinejskiej, a następnie z Angoli i Konga. Szacuje się, że w sumie do Brazylii sprowadzono ok. 3,6 mln niewolników, z czego ponad milion trafiło do stanu Bahia.
Bogactwa portugalskiej kolonii przyciągały także inne mocarstwa europejskie, które chciały zagarnąć dla siebie część terytorium Brazylii. Francuscy kupcy zaczęli pojawiać się w Bahia już w 1504 roku, kroniki mówią o istnieniu Wioski Francuzów (Aldeia dos Franceses) na terenie obecnej dzielnicy Rio Vermelho lub Itapoan w Salvadorze. Niektóre plemiona indiańskie wchodziły w sojusze z Francuzami, jednak nie mieli oni na celu podboju Brazylii, a jedynie handel. Inne zamiary mieli natomiast Holendrzy, którzy w 1624 roku podbili Salvador. Rok później zostali stąd wyrzuceni, ale w 1627 roku jeszcze dwukrotnie napadali na miasto, tym razem ograniczając się do ograbienia statków, stojących w porcie.

### Walki o niepodległość
W 1798 roku wybuchła w Bahia rewolta o nazwie Conjuração Baiana lub Revolta dos Alfaiates (Rewolta Krawców), której celem była niepodległość stanu Bahia. Nie był to pierwszy zryw niepodległościowy w kolonii – 10 lat wcześniej rozpoczęła się rewolucja w stanie Minas Gerais (Inconfidência Mineira), której przywódca Tiradentes jest dzisiaj uważany za bohatera narodowego Brazylii. W stanie Bahia w spisku uczestniczyli ludzie z niższych klas społecznych, wśród nich Mulaci. Władze sprawnie rozprawiły się ze spiskowcami, aresztowano 47 osób, w tym 9 niewolników, a 4 osoby ostatecznie zostały pozbawione życia.
Ostatnią walkę o niepodległość, mieszkańcy stanu Bahia stoczyli w latach 1821–23, kiedy to Brazylia przestałą być kolonią (1822). Walki z Portugalczykami w Bahia trwały do 2 lipca 1823 roku i tę datę uważa się dzisiaj za święto niepodległości stanu Bahia.

### Inne rewolty
- Guerra dos Aimorés (1555–1673) – walka Indian, sprzeciwiających się próbom zniewolenia oraz przeciwko wyprawom bandeirantes na ich terytoria. To tylko jeden z przykładów zbrojnego oporu Indian przeciwko kolonizatorom[13].

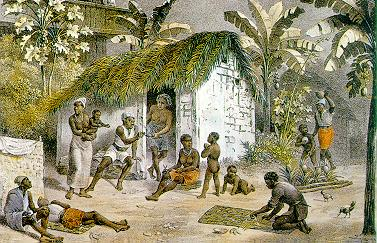
Czworaki niewolników. Obraz autorstwa Rugendasa

- Rewolta Malês (1835) – najgłośniejszy z wielu buntów niewolników, jakie miały miejsce praktycznie od początku istnienia tego procederu w Brazylii, a ich szczególne na początku XIX wieku. Ta rewolta została wywołana przez muzułmańskich niewolników (nagô i hausa) podczas ramadanu w styczniu 1835 r. w Salvadorze. Termin “malê” pochodzi z języka joruba i oznacza muzułmanina. Buntownicy żądali wyzwolenia wszystkich muzułmanów w Brazylii, nie zgadzali się też na siłowe narzucanie religii katolickiej, co było wówczas powszechną praktyką wobec niewolników. Bunt został stłumiony przez władze, zginęło 70 osób, a 300 zostało schwytanych i osądzonych[14].
- Sabinada (1837–38) – nazwa rewolty pochodzi od nazwiska jej lidera, lekarza Francisco Sabino. Buntownicy zwrócili się przeciwko władzom w Rio de Janeiro, które ich zdaniem zawracały Brazylię do czasów kolonii. Sprzeciwiali się też polityce władz prowincji, zależnych od Rio. Opowiadano się za zmianami w administracji, głównie w sądownictwie, a także przeciwko lokalnej arystokracji i plantatorom, którzy układali się z władzą i zdobywali bogactwa, podczas gdy reszta społeczeństwa nie była zamożna. Nie podnoszono postulatów przeciwko niewolnictwu. Buntownicy ogłosili tymczasową niepodległość, do chwili osiągnięcia pełnoletniości przez cesarza Piotra II. Wojska rządowe stłumiły bunt dopiero po kilkumiesięcznym oblężeniu Salvadoru[6].
- Guerra dos Canudos (1896–97) – walka sił rządowych ze społeczno-religijnym ruchem kierowanym przez Antônio Conselheiro. Założył on osadę Canudos w sercu interioru w stanie Bahia, gdzie zamieszkało ponad 5 tys. ludzi[8]. Rząd z Rio de Janeiro wysłał kilka ekspedycji, których celem było spacyfikowanie Canudos – udało się to dopiero za czwartym razem, w październiku 1897 roku. Historia osady w interiorze i jej przywódcy, którego jego wyznawcy uznawali za proroka, stała się inspiracją dla wielu książek, a także filmów i sztuk teatralnych. Najsłynniejsze z tych dzieł to powieść Euclidesa da Cunha pt. Os Sertões.

## Geografia

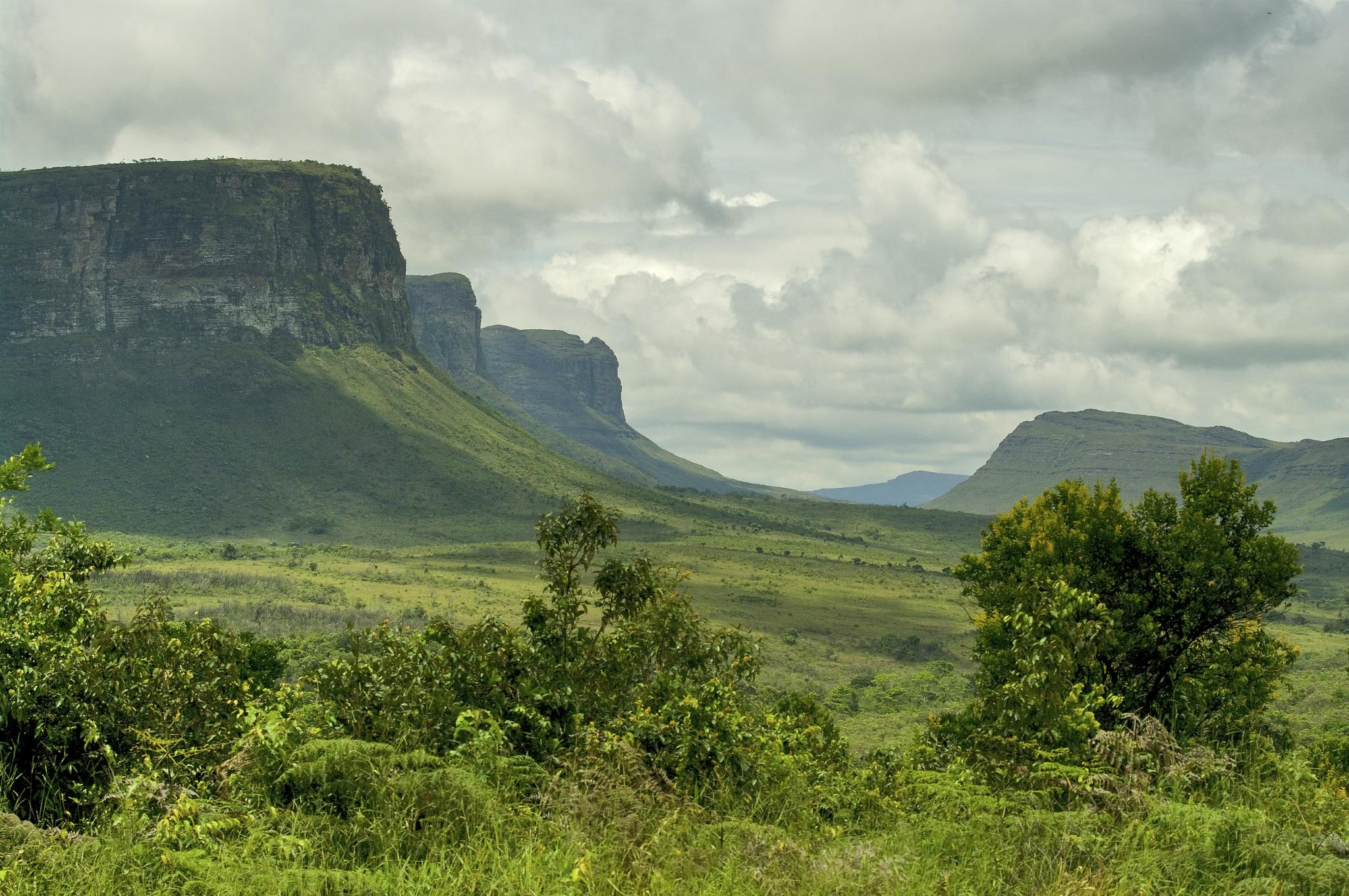
Płaskowyż Chapada Diamantina

Bahia jest piątym co do wielkości stanem Brazylii, obejmuje 6,632% terytorium całego kraju i 36,334% terytorium regionu Nordeste (północny wschód). 70% powierzchni stanu to obszar półpustynny. Stan Bahia ma najdłuższą linię brzegową w Brazylii i wynosi ona 1183 km.
90% powierzchni stanu jest położona powyżej 200 m n.p.m. Najwyżej położony jest region płaskowyżu Chapada Diamantina, gdzie znajdują się najwyżej położone wzniesienia: Pico do Barbado (2033) i Pico das Almas (1958).
Bahia graniczy ze stanami: Sergipe, Alagoas, Pernambuco, Piauí, Tocantins, Goiás, Minas Gerais i Espírito Santo. Od wschodu graniczy z Oceanem Atlantyckim.

### Klimat
W stanie Bahia przeważa klimat tropikalny ze średnią roczną temperaturą 27 stopni Celsjusza. Najchłodniej jest w rejonie pasma Serra do Espinhaço, gdzie temperatura w zimie może spaść do 5 stopni. Na obszarze sertão przeważa klimat półpustynny i pustynny. Najcieplejszym regionem w Brazylii jest położony w Bahia ekoregion Raso da Catarina, gdzie zanotowano najwyższą temperaturę: 50,4 stopni Celsjusza. Średnia opadów na wybrzeżu stanu oraz w rejonie miasta Ilhéus to 1500 mm rocznie, a w sertão do 300 mm.

### Roślinność
W Bahia występują trzy typy roślinności: caatinga, las tropikalny oraz cerrado. Caatinga jest dominującym typem roślinności, występuje na północy stanu, w dolinie rzeki São Francisco i w paśmie Serra do Espinhaço. Cerrado zajmuje niewielkie obszary na zachodzie, a las tropikalny na południowym wschodzie stanu. W interiorze następuje wyraźny podział na porę suchą, z wyjątkiem doliny rzeki São Francisco.

### Hydrografia
Największą rzeką stanu Bahia jest São Francisco, która swoje źródło ma w stanie Minas Gerais, następnie przecina stan Bahia z południa na północ, stanowi część granicy pomiędzy stanami Bahia a Pernambuco i kieruje się do Oceanu Atlantyckiego pomiędzy stanami Alagoas i Sergipe. Innymi ważnymi rzekami są: Paraguaçu – największa rzeka należąca w całości do stanu Bahia oras Rio de Contas, która ma największe dorzecze położone w całości w Bahia, składają się na nie m.in. rzeki Jequitinhonha, Itapicuru, Capivari, Rio Grande.

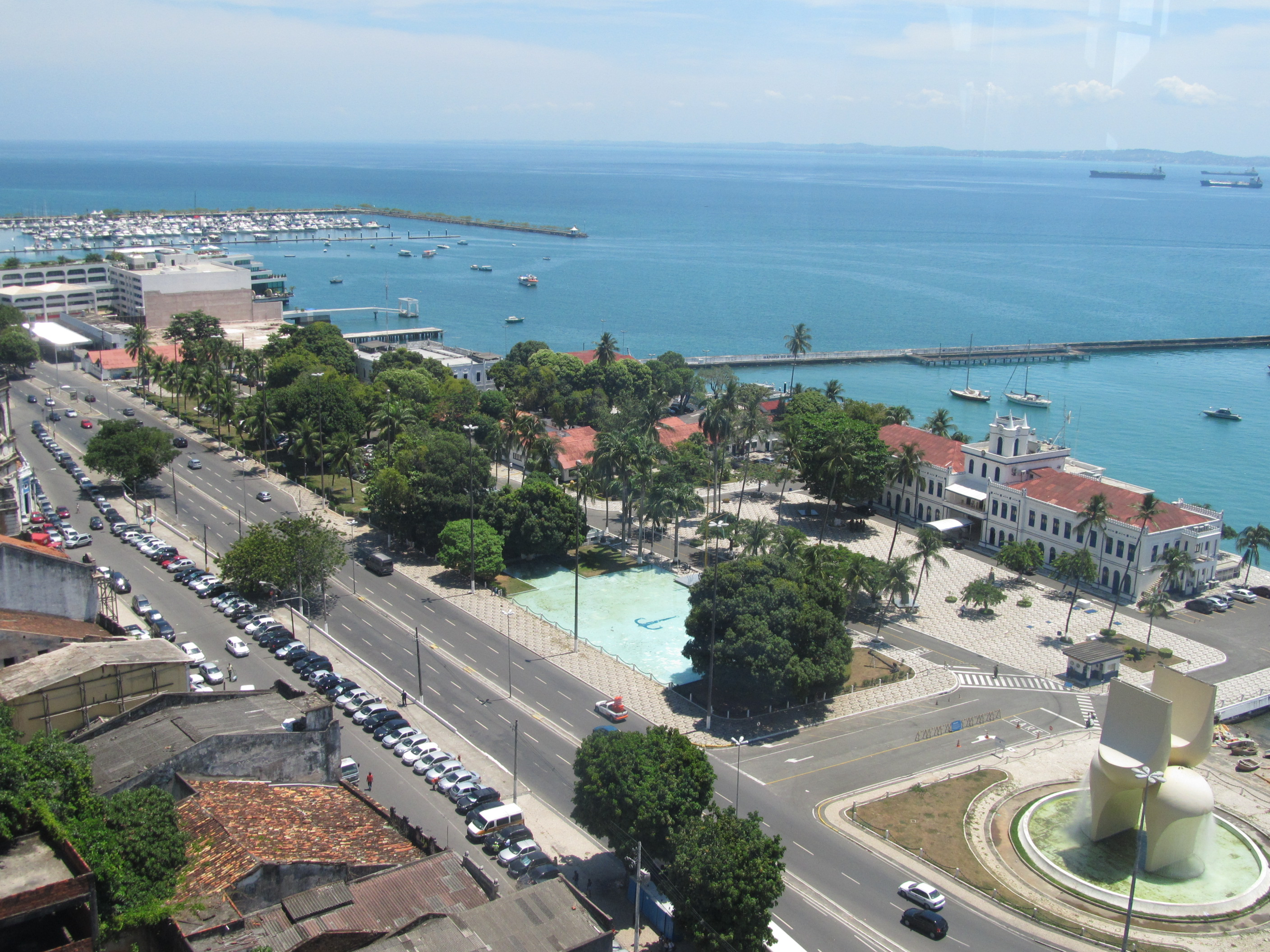
Baía de Todos os Santos – Zatoka Wszystkich Świętych – widok z windy Lacerda w Salvadorze

### Regiony
- Zatoka Wszystkich Świętych – największa zatoka brazylijskiego wybrzeża o powierzchni 1233 km kwadratowych i średniej głębokości 9,8 m[18] – powierzchnia zatoki zajmuje mniej więcej tyle, co drugie pod względem wielkości miasto Brazylii, Rio de Janeiro. Zatoka była nazywana przez Indian tupinambá mianem Kirimurê, co znaczy “wielkie wewnętrzne morze”. Nad brzegiem zatoki leży stolica stanu Bahia, Salvador. Należy do niej również 56 wysp, z których największa jest Itaparica
- Recôncavo Baiano – region geograficzny położony nad brzegiem Zatoki Wszystkich Świętych, jego częścią jest miasto Salvador. W okresie kolonialnym na tym obszarze istniało wiele plantacji trzciny cukrowej, a z związku z tym zamieszkiwali tu liczni niewolnicy z Afryki, stąd też Recôncavo jest uznawane za kolebkę brazylijskiej samby, a dokładnie samba de roda, która narodziła się tu w połowie XIX wieku[19].
- Wybrzeże Kokosowe (Costa dos Coqueiros) – rozciąga się na długości 193 km na północnym wybrzeżu stanu Bahia. Najbardziej znaną miejscowością jest Praia do Forte z rezerwatem żółwi morskich Tamar. W XVI wieku te ziemie wchodziły z zakres latyfundium należącego do Garcia d'Ávila, który był synem gubernatora Tomé de Sousa[20].
- Wybrzeże Kakaowe (Costa do Cacau) – znajduje się na 180-kilometrowym pasie wybrzeża pomiędzy miastami Itacaré i Canavieiras. Nazwa pochodzi od plantacji kakao, które w dużej liczbie występowały tu w okresie kolonialnym. Największe miasto tej części wybrzeża to Ilhéus, znane z twórczości pisarza Jorge Amado, który stamtąd pochodził.
- Wybrzeże Dendê (Costa do Dendê) – obejmuje 115 km wybrzeża pomiędzy ujściem rzeki Jaguaripe a Zatoką Camamu. W skład Costa do Dendê wchodzą też takie turystyczne miejsca jak Morro de São Paulo i wyspa Boipeba. Nazwa wybrzeża pochodzi od palmy dendê.
- Wybrzeże Odkryć Geograficznych (Costa do Descobrimento) – jest położone na południu stanu Bahia i należą do niego miejsca związane z odkryciem Brazylii: góra Monte Pascoal, miasto Porto Seguro i Santa Cruz Cabrália, nazwane tak od nazwiska odkrywcy Brazylii, Pedro Alvaresa Cabrala. Wybrzeże zostało wpisane przez UNESCO na listę światowego dziedzictwa ludzkości w 1999 roku[21].
- Wybrzeże Wielorybów (Costa das Baleias) – położone na południowym krańcu stanu Bahia, należy do niego Park Narodowy Abrolhos, gdzie żyją wieloryby humbaki oraz występuje 17 gatunków korali[22].
- Płaskowyż Chapada Diamantina – położony w geograficznym centrum stanu Bahia, znajduje się tu Park Narodowy Chapada Diamantina. W XVIII i XIX wieku na terenie płaskowyżu odkryto złoto, a następnie diamenty, stąd obecne do dzisiaj osady, będące w przeszłości wioskami garimpeiros – poszukiwaczy cennych kruszców[23].

## Demografia
Według spisu powszechnego z 2010 roku, przeprowadzonego przez Brazylijski Instytut Geografii i Statystyki (IBGE), stan Bahia jest czwartym pod względem liczby ludności stanem Brazylii i 15. pod względem gęstości zaludnienia. Populacja Bahia wynosi 14 mln, a gęstość zaludnienia 24,82 osób na kilometr kwadratowy. Stan Bahia zamieszkuje 6,8 mln mężczyzn i 7,1 mln kobiet. 10,1 mln mieszka w miastach, a niecałe 4 mln na wsi.
W stanie Bahia zamieszkują do dziś potomkowie dawnych niewolników, co znajduje odzwierciedlenie w składzie etnicznym ludności. 59% mieszkańców stanu określa się jako Pardo, 22% jako biali, a 17% jako czarni. Widać zatem, że osoby o pochodzeniu afrykańskim lub częściowo afrykańskim  stanowią 76% ludności stanu. Badanie przeprowadzone na terenie Recôncavo Baiano wykazało wysoki odsetek ludności o pochodzeniu afrykańskim w gminach Cachoeira i Maragojipe – pochodzenie afrykańskie stwierdzono tam u 80,4% badanych, europejskie u 10,8%, a indiańskie u 8,8%.
W samym Salvadorze osób o pochodzeniu afrykańskim jest 49,2%, europejskim 36,3%, a indiańskim 14,5%.

## Kultura

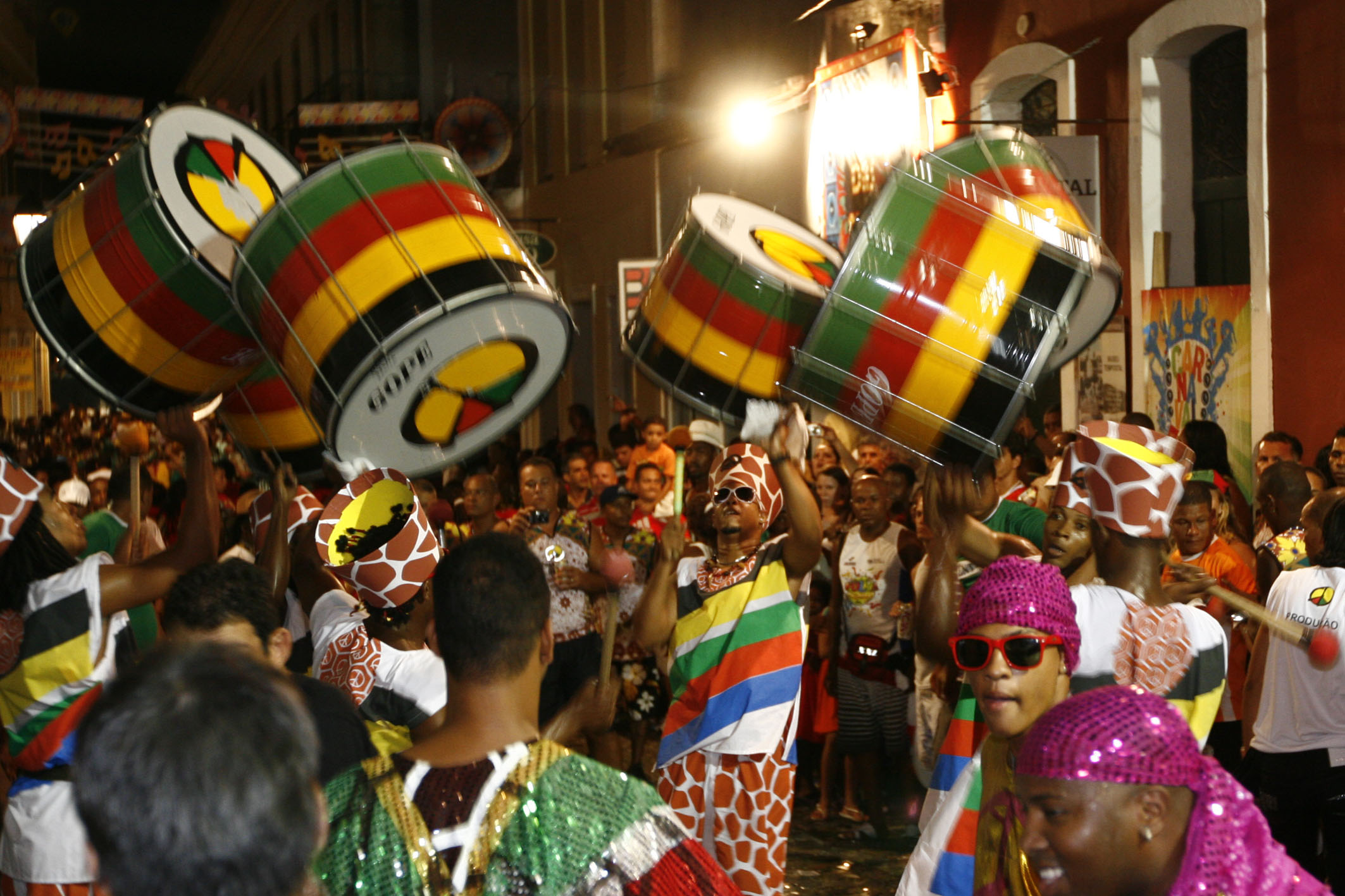
Blok Olodum podczas karnawału w 2010 r.

Bahia jest historycznym i kulturalnym centrum Brazylii. Zawdzięcza to w dużej mierze wpływowi afrykańskich niewolników, dzięki którym obecne są tu afrobrazylijskie religie, takie jak candomblé, taneczna sztuka walki capoeira czy muzyka: samba (zwłaszcza samba de roda), afoxé, axé oraz kuchnia.
Ze stanu Bahia pochodzi wielu znanych brazylijskich artystów: muzycy Dorival Caymmi, João Gilberto, Gilberto Gil, Caetano Veloso i jego siostra Maria Bethânia, Gal Costa, Daniela Mercury, Ivete Sangalo, Carlinhos Brown, Margareth Menezes i wielu innych; pisarze: Gregório de Matos i Frei Vicente do Salvador; Castro Alves, Jorge Amado, Afrânio Peixoto, Dias Gomes, Luís Gama, Adonias Filho, João Ubaldo Ribeiro, Emídio Brasileiro; aktorzy: Lázaro Ramos, Priscila Fantin, Wagner Moura, João Miguel, Regina Dourado, Fábio Lago, Zéu Britto, Giovanna Gold, Othon Bastos, Antonio Pitanga.
Stolica stanu, Salvador, jest znany z bloków afro, takich jak Olodum, Ara Ketu, É o Tchan! i Ilê Aiyê. Narodziła się tutaj tradycja karnawałowa trios elétricos – ciężarówek z platformami, na których występują artyści. Obecnie jest to nieodłączny element karnawału w Salvadorze. Coraz większą popularność zyskuje darmowa zabawa w karnawałowych pochodach za trios elétricos w tłumie ludzi o nazwie pipoca (popcorn).
W XIX wieku abolicjonista z miasta Cachoeira w stanie Bahia, Castro Alves, napisał słynny poemat Navio Negreiro, poruszający temat transportu niewolników przez Atlantyk. Poemat ten jest uważany za jeden z najważniejszych tekstów opowiadających się przeciwko niewolnictwu, a zarazem za arcydzieło brazylijskiego romantyzmu.
W XX wieku żył i tworzył jeden z najbardziej znanych na świecie brazylijskich pisarzy, Jorge Amado. Pochodził z miasta Itabuna, położonego na południu stanu Bahia niedaleko miasta Ilhéus i przez wiele lat mieszkał w Salvadorze. Do jego najważniejszych dzieł należą: Gabriela, goździki i cynamon, Dona Flor i jej dwóch mężów, Tieta. Wiele z jego książek zekranizowano.

## Gospodarka
Stan rolniczo-górniczy. Bahia to główny eksporter północno-wschodniej Brazylii. Duże znaczenie ekonomiczne ma turystyka, w której rozwoju przeszkadza m.in. słabo rozwinięta infrastruktura. W Bahii uprawiane są kakaowce (przykładowo, w 1969 roku w tym stanie zebrano 95% krajowych zbiorów), trzcinę cukrową, maniok, soję, kukurydzę, bawełnę i agawę sizalową. Do zasobów mineralnych Bahii należą: ropa naftowa, gaz ziemny, ołów, miedź, chrom, mangan, tytan, baryt, hematyt, kwarc, kaolinit, marmur, azbesty i ametyst.

## Miasta
Największe miasta w stanie Bahia według liczby mieszkańców (stan na 2013 rok):
| Lp. | Miasto                 | Liczba ludności |
| --- | ---------------------- | --------------- |
| 1.  | Salvador               | 2 883 672       |
| 2.  | Feira de Santana       | 606 139         |
| 3.  | Vitória da Conquista   | 336 987         |
| 4.  | Camaçari               | 275 575         |
| 5.  | Itabuna                | 218 124         |
| 6.  | Juazeiro               | 214 748         |
| 7.  | Ilhéus                 | 184 616         |
| 8.  | Lauro de Freitas       | 184 383         |
| 9.  | Jequié                 | 161 391         |
| 10. | Teixeira de Freitas    | 153 385         |
| 11. | Alagoinhas             | 152 570         |
| 12. | Barreiras              | 150 896         |
| 13. | Porto Seguro           | 141 006         |
| 14. | Simões Filho           | 129 964         |
| 15. | Paulo Afonso           | 117 377         |
| 16. | Eunápolis              | 110 803         |
| 17. | Santo Antônio de Jesus | 99 407          |
| 18. | Valença                | 96 287          |
| 19. | Candeias               | 89 419          |
| 20. | Guanambi               | 84 645          |